# Precious tone
『Precious tone』（プレシャス・トーン）は、麻生夏子の2枚目のオリジナルアルバム。2011年10月26日にLantisから発売された。

## 概要
前作『Movement of magic』から約1年6ヶ月ぶりのリリースとなるオリジナルアルバム。初回限定盤と通常盤の2形態で発売され、前者には「Precious tone」、「More-more LOVERS!!」「ダイヤモンドスター☆」「恋愛向上committee」、「エウレカベイビー」のPVに加え、2011年8月6日に渋谷WWWで開催されたワンマンライブ「Steps for the Future!」の映像が収録されている。
表題のPrecious toneは、宝石箱を意味する「precious stoneを麻生自身が音を大事にしたいという思いで付けた造語である。

### 主な記録
2011年11月7日付のオリコン週間シングルチャートで55位、デイリーチャートで24をそれぞれ獲得した。また、2011年11月7日付のBillboard JAPAN Top Albumsでも46位を獲得した。

## 批評
CDジャーナルは、「安定した歌唱力による華やかな楽曲が楽しめる。」と評した。

## 収録曲
1. エウレカベイビー [3:50]
作詞：畑亜貴、作曲・編曲：前山田健一
  - テレビアニメ『バカとテストと召喚獣にっ!』エンディングテーマ

8thシングル
2. More-more LOVERS!! [3:50]
作詞：畑亜貴、作曲・編曲：前山田健一
  - テレビアニメ『えむえむっ!』エンディングテーマ

5thシングル
3. 空想リジューム [4:14]
作詞：島田カイエ、作曲・編曲：村井大
  - ドラマCD『かみせん。』主題歌
4. トキメキ☆トラベラー [4:05]
作詞・作曲：本田みちよ、編曲：OVERROCKET
麻生曰く「気付いたらずっと聴いているって曲」で、声が加工されていたり、麻生自身も歌い方を変えている等、今までの楽曲と違う作りになっている。尚企画当初は、「私の名前はヒヤシンス」というもので、サビにも同タイトルが採用されていた[4]。
  - 音楽情報番組『Run Run LAN!』2009年6月度エンディングテーマ
5. Daylight [4:38]
作詞・作曲：岩田アッチュ（from ニルギリス）、編曲：岩田アッチュ and クリハラミノル（from ニルギリス）
誕生日イベント「みなさまあっての麻生夏子ですお誕生日会」で「ひまわりみたいな人になりたい」と発言したのを広めるため、ニルギリスの岩田にブログを見た上で「ひまわり」と「僕」を歌詞の中に入れるよう要請した[4]。
6. Knockin' On Dream's Door [4:45]
作詞：こだまさおり、作曲：ぺさま、編曲：ぺさま+2ANIMEny DJ's
7. Luminous face, It's mine! [4:10]
作詞：畑亜貴、作曲：伊橋成哉、編曲：中西亮輔
本作の裏テーマとも言える楽曲。前作「Movement of magic」で畑に言われた「一億光年先の大理石を突き破るようなイメージ」の様な強さを持った女の子の意味を込めて「21歳の決意と覚悟」というキャッチフレーズで依頼した。「光る」を意味する「Luminous」は、当初「Precious」にするかで迷っていたが、暗い所から光を発するイメージがあったため、結局「Luminous」に落ち着いた[4]。
8. bitter [3:41]
作詞：麻生夏子、作曲・編曲：渡辺翔
  - 日本中央競馬会WEBコミュニケーションコンテンツ『My sweet ウマドンナ 〜僕は君のウマ〜』エンディングテーマ
9. starry-eyed future [4:20]
作詞：麻生夏子、作曲：片山義美（KATA-KANA）、編曲：関野元規
10. 恋愛向上committee [4:04]
作詞：こだまさおり、作曲・編曲：前山田健一
  - OVA『バカとテストと召喚獣 〜祭〜』オープニングテーマ

7thシングル
11. ダイヤモンドスター☆ [4:09]
作詞：こだまさおり、作曲・編曲：関野元親
  - テレビアニメ『カードファイト!! ヴァンガード』初代エンディングテーマ

6thシングル
12. Precious tone [4:41]
作詞：こだまさおり、作曲・編曲：中土智博、ストリングスアレンジ：ぺさま、Additional Sound Editing by A-bee
  - テレビ東京『アニソンぷらす』2011年10月度オープニングテーマ

DVD（初回限定盤のみ）
- MUSIC VIDEO

1. Precious tone
今までと異なり、ジャケットで柔らかい表情をしたり、振り付けが少なめになっている[2]。
2. More-more LOVERS!!
3. ダイヤモンドスター☆
4. 恋愛向上committee
フランスで撮影され、テーマも「夏子とパリでデートしてます」の名の通り、ディレクターと本屋でイメージショットを撮る等の試みがなされている[2]。
5. エウレカベイビー

- LIVE CLIP

1. エウレカベイビー
2. More-more LOVERS!!
3. Pop step trip!
4. ダイヤモンドスター☆
5. 恋愛向上committee

## チャート
| チャート（2013年）         | 最高位 |
| -------------------------- | ------ |
| オリコン                   | 55     |
| Billboard JAPAN Top Albums | 46     |